# Zimmerius acer
A Zimmerius acer a madarak (Aves) osztályának a verébalakúak (Passeriformes) rendjébe és a királygébicsfélék (Tyrannidae) családjába tartozó faj.

## Rendszerezése
A fajt Osbert Salvin és Frederick DuCane Godman írták le 1883-ban, a Tyranniscus nembe Tyranniscus acer néven. Besorolása vitatott, egyes szervezetek szerint a Zimmerius gracilipes alfaja Zimmerius gracilipes acer néven.

## Előfordulása
Dél-Amerika északi részén, Brazília, Francia Guyana, Guyana és Suriname területén honos. Természetes élőhelyei a szubtrópusi és trópusi síkvidéki esőerdők és másodlagos erdők. Állandó, nem vonuló faj.

## Megjelenése
Testhossza 9–11,4 centiméter, testtömege 5,7–11 gramm.

## Életmódja
Rovarokkal és kisebb gyümölcsökkel táplálkozik.

## Természetvédelmi helyzete
Az elterjedési területe rendkívül nagy, egyedszáma pedig növekszik. A Természetvédelmi Világszövetség Vörös listáján nem fenyegetett fajként szerepel.